# Thanh Vân, Quản Bạ
Thanh Vân là một xã thuộc huyện Quản Bạ, tỉnh Hà Giang, Việt Nam.

## Địa lý
Xã Thanh Vân có vị trí địa lý:
- Phía đông giáp xã Cán Tỷ
- Phía tây giáp xã Tùng Vài
- Phía nam giáp thị trấn Tam Sơn và xã Quản Bạ
- Phía bắc xã giáp Nghĩa Thuận và xã Bát Đại Sơn.

Xã Thanh Vân có diện tích 40,29 km², dân số năm 2019 là 5.049 người, mật độ dân số đạt 125 người/km².

## Hành chính
Xã Thanh Vân được chia thành 7 thôn: Thanh Long, Lùng Cáng, Lùng Cúng, Má Hồng, Mỏ Sài, Làng Tấn, Ma Lùng.

## Lịch sử
Trước đây, Thanh Vân là một xã thuộc huyện Vị Xuyên.
Ngày 15 tháng 12 năm 1962, Hội đồng Chính phủ ban hành Quyết định số 211-CP về việc thành lập huyện Quản Bạ trên cơ sở tách xã Thanh Vân thuộc huyện Vị Xuyên.

## Kinh tế - xã hội
Thanh Vân là một xã vùng III có điều kiện kinh tế đặc biệt khó khăn, người dân sống chủ yếu nhờ vào nương rẫy và rừng. Nghề chính của người dân nơi đây là nấu rượu cổ truyền. Người dân cần cù chịu khó làm ăn nên đời sông dần dần được cải thiện.
Xã có đặc sản rượu ngô (rượu ngô Thanh Vân) nổi tiếng, có xưởng sản xuất rượu và thương hiệu được quảng bá rộng rãi.